# 吴均
吳均（469年—520年），字叔庠，吴兴故鄣（今浙江安吉）人。南朝梁史家及文学家，時官吴兴主簿。明人辑有《吴朝請集》。

## 生平
生于宋明帝泰始五年（469年），家境清寒，勤奋好学。天监初年，柳恽任吴兴郡太守，召为郡主簿。後由臨川王蕭宏推薦，受梁武帝重用，曾私撰《齊春秋》，書成奉呈武帝，書中提到武帝曾是齊明帝的佐命之臣，武帝不悅，下令將書燒毀，並將吳均免職。
吳均史学著作很多，均已散佚。文章以描写山水景物见长，“清拔有古氣”，時人多法，有“吴均体”之称。后奉诏修《通史》，上起三皇五帝，下讫南朝齊。普通元年（520年），書未成而卒。
吴均亦善作骈文，並以写书信，今存《与施从事书》、《与宋元思书》（见《艺文类聚》中华书局1982年版）卷七、《与顾章书》3篇，俱以写景见长。如“绝壁干天，孤峰入汉。绿嶂百重，青川万转”，“风烟俱净，天山共色，从流飘荡，任意东西”。

## 作品
- 《隋书·经籍志》录有《吴均集》20卷，已佚。
- 明人张溥辑有《吴朝请集》，收在《汉魏六朝百三家集》中。
- 注《后汉书》90卷、《庙记》10卷、《十二州记》16卷、《钱塘先贤传》5卷、《续文释》5卷、《文集》20卷。已佚。
- 志怪小说《续齐谐记》1卷。[3]